# Aubrey de Grey
Aubrey de Grey és doctor en Biologia per la Universitat de Cambridge i fundador de la SENS Research Foundation (Strategies for Engineered Negligible Senescence Research Foundation), on treballa per identificar i promoure la reversió dels diversos aspectes de l'envelliment. És membre de The Gerontological Society of America i de l'Institute for Ethics and Emerging Technologies. És editor en cap de Rejuvenation Research, revista centrada en el tema de l'envelliment, i autor d'El fin del envejecimiento. Los avances que podrían revertir el envejecimiento humano durante nuestra vida (Lola Books, 2013).